# Möße
Möße ist eine Wüstung in der Gemarkung Lohrhaupten, einem Ortsteil der Gemeinde Flörsbachtal im Main-Kinzig-Kreis in Hessen.
Eine genauere Lage ist nicht bekannt, die historische Angabe lautet: „Im Gericht Bieber-Lohrhaupten“. Die älteste erhaltene Erwähnung stammt aus dem Jahr 1439. Der Ort gehörte zum Amt Lohrhaupten, das zunächst die Grafschaft Rieneck von Kurmainz zu Lehen hatte. 1333 fiel das Amt – und damit auch Möße – durch einen Erbfall an die Herrschaft und spätere Grafschaft Hanau. Eine Angabe darüber, wann und aus welchem Grund das Dorf wüst gefallen ist, liegt nicht vor.